# 范清
范清（越南语：／；1821年—1863年），字寅卿。越南阮朝官員。

## 生平
范清是清化省河中府厚祿縣登場總張舍社（今清化省厚祿縣花路社張舍村）人，明命二年（1821年）出生，父親是宣光布政使范溥，弟弟是范澎。范清年少時父親就因為農文雲起事而被殺，他和弟弟全靠母親黎氏撫養長大。嗣德元年（1848年），范清參加清化場鄉試，並考中解元。嗣德四年（1851年），考取該科第一甲第二名榜眼，是為該科第一名庭元，授翰林院承旨，後轉侍讀，充經筵起居注。不久又任命為乂安按察使，參辦內閣事務，後為吏部右侍郎。又改為戶部右參知。嗣德十六年（1863年），范清因病去世，年五十三歲。後入祀賢良祠。